# Rodney Graham
Rodney Graham   (Abbotsford, 16 de gener de 1949 - Vancouver, 22 d'octubre de 2022) fou un artista contemporani de Vancouver, conegut principalment per les seves obres conceptuals, encara que també fou l'autor d'escrits, música i escultures.

## Biografia
Graham va néixer el 1949 a Abbotsford, una petita localitat de la Colúmbia Britànica canadenca, i es va traslladar el 1964 amb la seva família a Vancouver, ciutat on viu i treballa. Del 1968 al 1971 va estudiar història de l'art i antropologia, així com literatura anglesa i francesa. La seva amistat amb els integrants del cercle de Vancouver, entre els quals hi havia Ken Lum, Jeff Wall i Ian Wallace, i els seus interessos per la literatura, expliquen les seves primeres obres.
Si bé Rodney Graham comparteix el llenguatge minimalista d'autors contemporanis com els que van formar el grup de Vancouver a finals dels seixanta (Ken Lum, Jeff Wall i Ian Wallace), les seves referències culturals centren la seva obra en l'element textual. Hereu de la tradició que arrenca amb Stéphane Mallarmé i Raymond Roussel i que entronca amb l'estructuralisme, Graham entén el text com a productor de significat.
L'intel·lectualisme que impregna les obres de Rodney Graham no li va impedir ser reconegut internacionalment. Amb una estètica freda i amb un llenguatge minimalista, bona part de les seves obres es plantegen com a comentaris visuals a textos i autors que han estat referents en la producció cultural occidental: Georg Büchner, Edgar Allan Poe, Herman Melville, Raymond Roussel i sobretot Sigmund Freud. Les seves obres (llibres, objectes escultòrics, pel·lícules, enregistraments musicals, performances, fotografies i pintures) sovint segueixen una lògica circular o de loop creada a partir de les representacions que alimenten la nostra imatge del món. D'altra banda, com Freud, Graham s'hi va interessar i va explorar la foscor, els somnis i la marginalitat.
Les seves obres es troben en les col·leccions públiques de la Galeria Nacional del Canadà, la Galeria d'Art d'Ontario i la Galeria d'Art de Vancouver.

## Obres destacades
- Recto : portrait de l'artiste. Verso : four push pins / Rodney Graham. Collage/ dibuix/ material gràfic, 2009[3]
- Possible abstractions / Rodney Graham. Collage/ dibuix/ material gràfic, 2010[4]
- Schoolyard tree, Vancouver. Fotografia, 2002[5]
- Montserrat. Fotografia, 1995[6]
- Reading Machine for Lenz. Tridimensional, 1993[7]
- Standard Edition. Tridimensional, 1988[2]

## Exposicions rellevants
- Exposició de Rodney Graham, el Museu d'Art Contemporani de Montreal, 2006[8]
- Documenta de Kassel, 1992
- Biennal de Venècia, 1997
- Galeria Nacional del Jeu de Paume, 2009
- MACBA, Barcelona 2010
- CaixaForum Barcelona, 2011 (col·lectiva)[9]
- Fundació Godia, 2013[10]